# Onychogomphus costae
Onychogomphus costae là một loài chuồn chuồn ngô thuộc họ Gomphidae. Nó được tìm thấy ở Algérie, Maroc, Bồ Đào Nha, Tây Ban Nha, và Tunisia. Môi trường sống tự nhiên của nó là các con sông. Nó bị đe dọa do mất môi trường sống.